# Соловей Будимирович

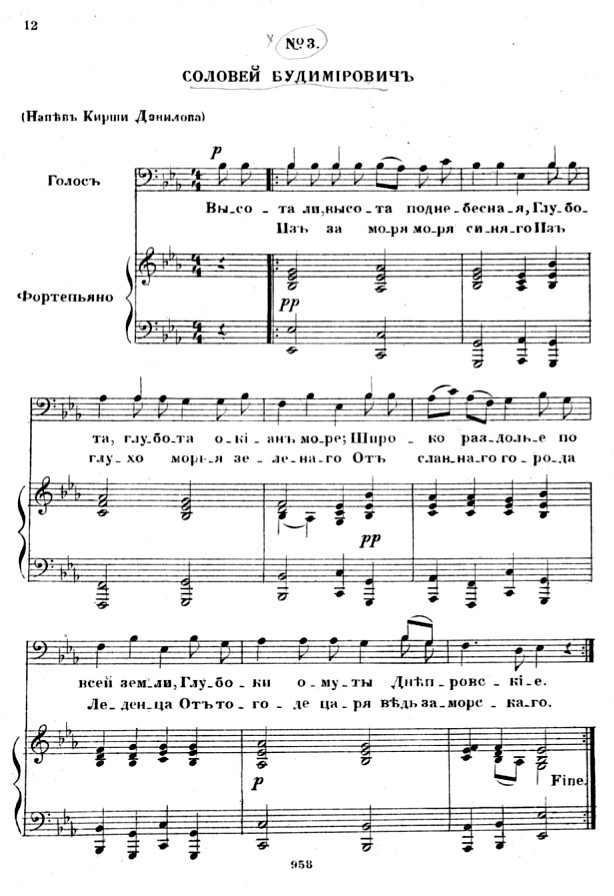
Наспів билини «Соловей Будимирович». Обробка М. А. Римського-Корсакова

Соловей Будимирович (або Соловій Гудимирович — в українських билинах галицького періоду)  — герой руської билини, відомої в 10 записах, з яких найстаріша належить Кирші Данилову. Також згадується в листі київського шляхтича Філона Кміти, оршанського старости, до Остафія Воловича, троцького каштеляна, від 5 серпня 1574 року .

## Сюжет згідно з Киршею Даниловим
У записі Кирші Данилова славний багатий гість Соловей Будимирович припливає Дніпром до Києва з якихось заморських країв: «від славного міста Леденця, від того царя заморського».
Щедро обдарувавши князя Володимира та княгиню Апраксівну, Соловей випрошує у них ділянку землі в саду князівської племінниці, Забави Путятични. За одну ніч Соловей будує там три чудово прикрашені тереми; цими теремами, а також грою на гуслях він так спокушає Забаву, що вона сама приходить до нього і сама себе сватає. Вони цілуються, милуються та міняються золотими перснями.
Проте мати Солов'я чомусь умовляє його відстрочити весілля і з'їздити перед цим за Чорне море. Під час цієї поїздки Солов'я, завдяки такому ж обману, як у билинах про Добриню Микитича, Забава погоджується вийти заміж за якогось Давида Попова, який десь проторгувався і з'явився до Києва «голим щапом».
Проте Соловей, який повернувся під час весільного бенкету, руйнує плани Давида Попова, і Забава виходить за справжнього свого нареченого.

## Походження сюжету
Основна ідея билини — «весільна подорож» (сватання) заморського молодця". На неї вказав ще Олександр Веселовський у своїх «Южно-русских былинах». Це пояснення було прийняте і розвинене Олександром Потебнею. Про те, що символіка билини про Солов'я Будимировича має тісний зв'язок із весільними піснями зазначав і Михайло Халанський.
Аркадій Лященко в студії, присвяченій цій билині (Былина о Соловье Будимировиче и сага о Гаральде, в збірнику Sertum bibliologicum, 1922), бачив у ній варязькі відгомони й вважав поетичною оповіддю про приїзд на Русь варязького королевича Гаральда в Ярославових часах. Дослідник вважав її твором київським, місцевим: хоч автор билини міг знати варязьке оповідання про Гаральда, можливо, й сагу про нього, але це не переспів і не перероблення її, а оригінальний місцевий твір. В первісному своєму вигляді він, на думку Лященка, повинен був містити історію приїзду до Києва Гаральда з півночі, його сватання, від'їзд до Візантії, щоб там добути відповідні скарби, без яких (як оповідає сага) Ярослав не хотів за нього видати доньку, потім повернення до Києва в образі каліки-паломника і весілля (можливо, і конфлікт з конкурентом, що засватав княжну за його відсутності).
Всеволод Міллер раніше без успіху доводив, що билина про Солов'я Будимировича — північного, новгородського походження, хоча за своєю дією присвячена київському циклу. Місто Леденець, за Міллером — замок Лінданісса біля Ревеля. Крім того, в деяких варіантах билини згадується «море Варязьке», тобто Балтійське. Однак Міллер намагався не помічати той факт, що товари на кораблях Солов'я — із Царгорода та Єрусалиму. На однобокість такого тлумачення вказав свого часу Олександр Потебня.
Данський славіст Рожнецький намагався розвинути версію про скандинавське походження цієї билинної теми. У своїй книзі «Varaegiske minder i den russiske Helt edigtning» («Варязькі елементи в руській героїчній поезії», Копенгаген, 1914), в першій частині, присвяченій саме билині про Соловея як найбільш яскравому документу тих варязьких впливів, він доводив, що ця билина просто переспівала якусь скандинавську народну пісню, приблизно в XII столітті. Розвивав здогадку Олександра Котляревського, що корабель Солов'я — це характерний варязький корабель.

## Ототожнення із Солов'єм Розбійником
У листі до Остафія Воловича від 5 серпня 1574 року Філон Кміта називає Солов'я Розбійника, який воював разом із Іллею Муромцем (Муравлянином), Будимировичем:
«Бо прийде час, коли треба буде Ілії Муравленина і Солов'я Будимировича, прийде час, коли буде служб наших потреба!»
В. Міллер, а згодом О. Марков і А. Лященко припускали, що Соловей Будимирович змішався з Солов'єм Розбійником через те, що той в деяких варіантах легенди про Іллю Муромця є помічником Іллі в його богатирських справах.